# Bardėnai
Bardėnai, nazývaná také Bardinai (německy Bardehnen), je vesnice v regionálním parku Rambyno regioninis parkas na pravém břehu řeky Nemunas, severně od kopce Rambynas, u rusko-litevské státní hranice v Litvě. Nachází se v Tauragėském kraji.

## Demografie
V roce 2001 bylo v obci 131 obyvatel a v roce 2011 bylo v obci 112 obyvatel.

## Zajímavosti
V Bardėnai se nachází heliport, rozhledna Bardėnų apžvalgos bokštas a větrný mlýn Švarco malūnas.

## Další informace
Severovýchodně od Bardėnai se nachází Lumpėnai a jihovýchodně Bittėnai.

## Galerie

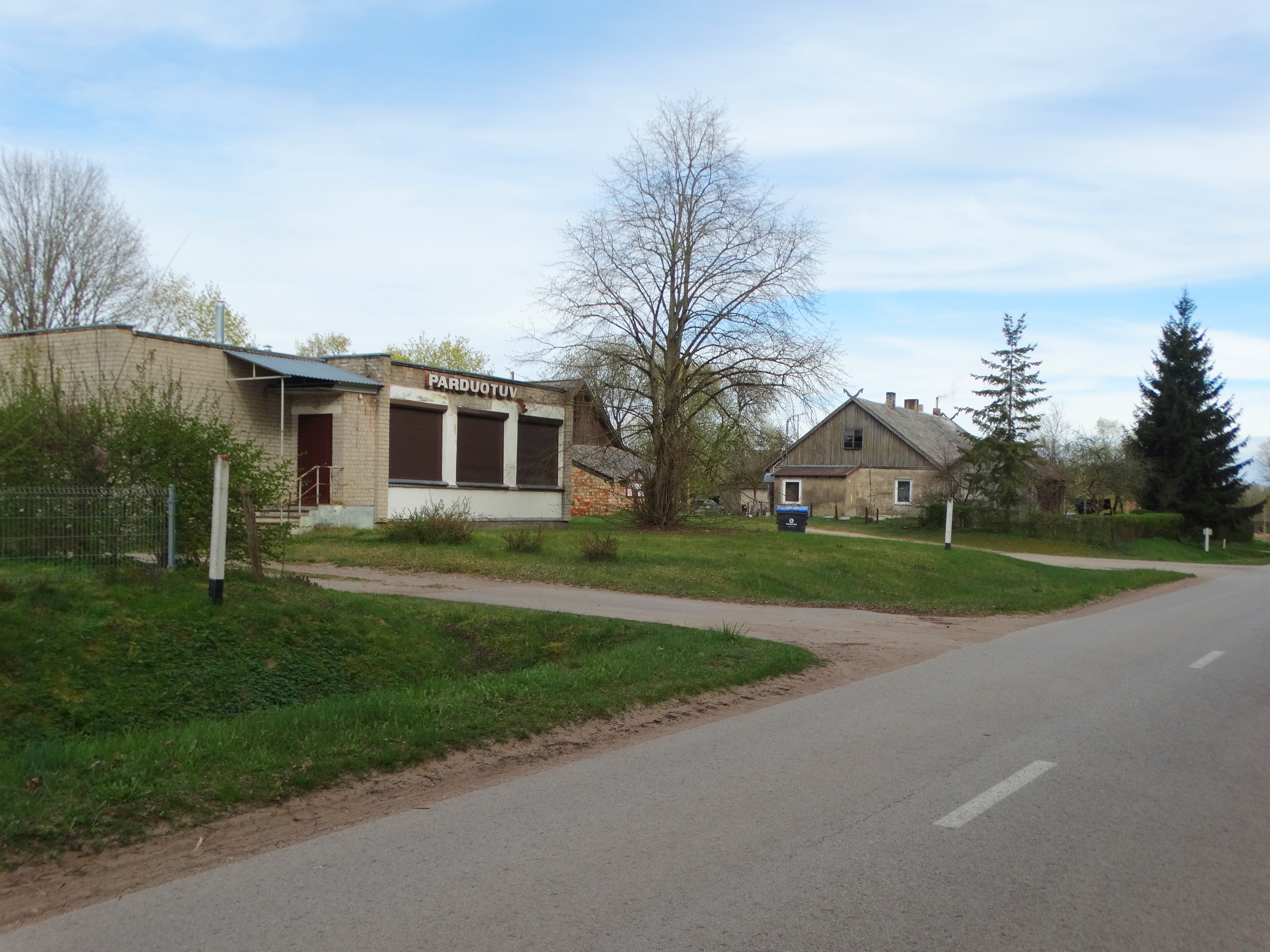
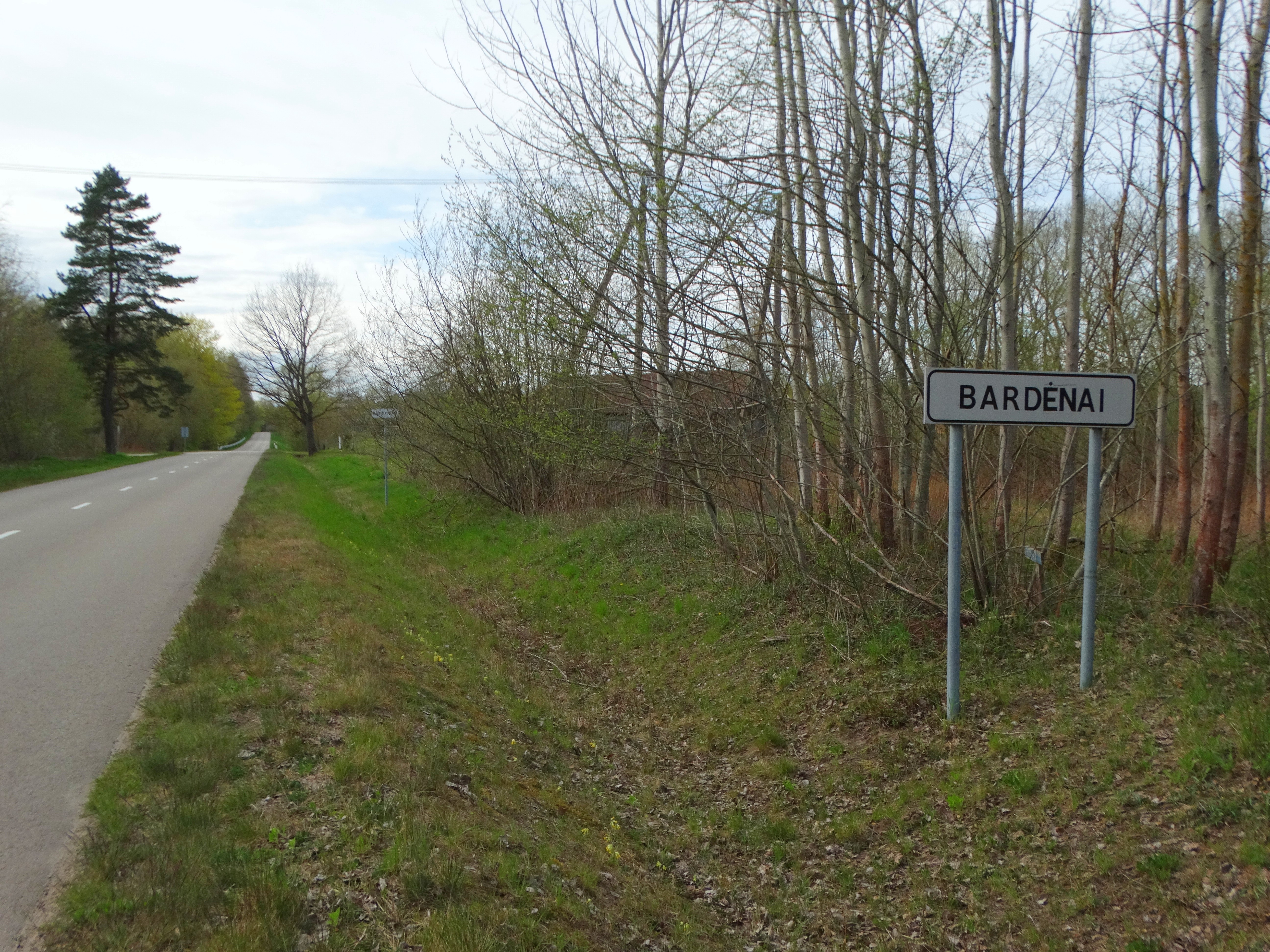
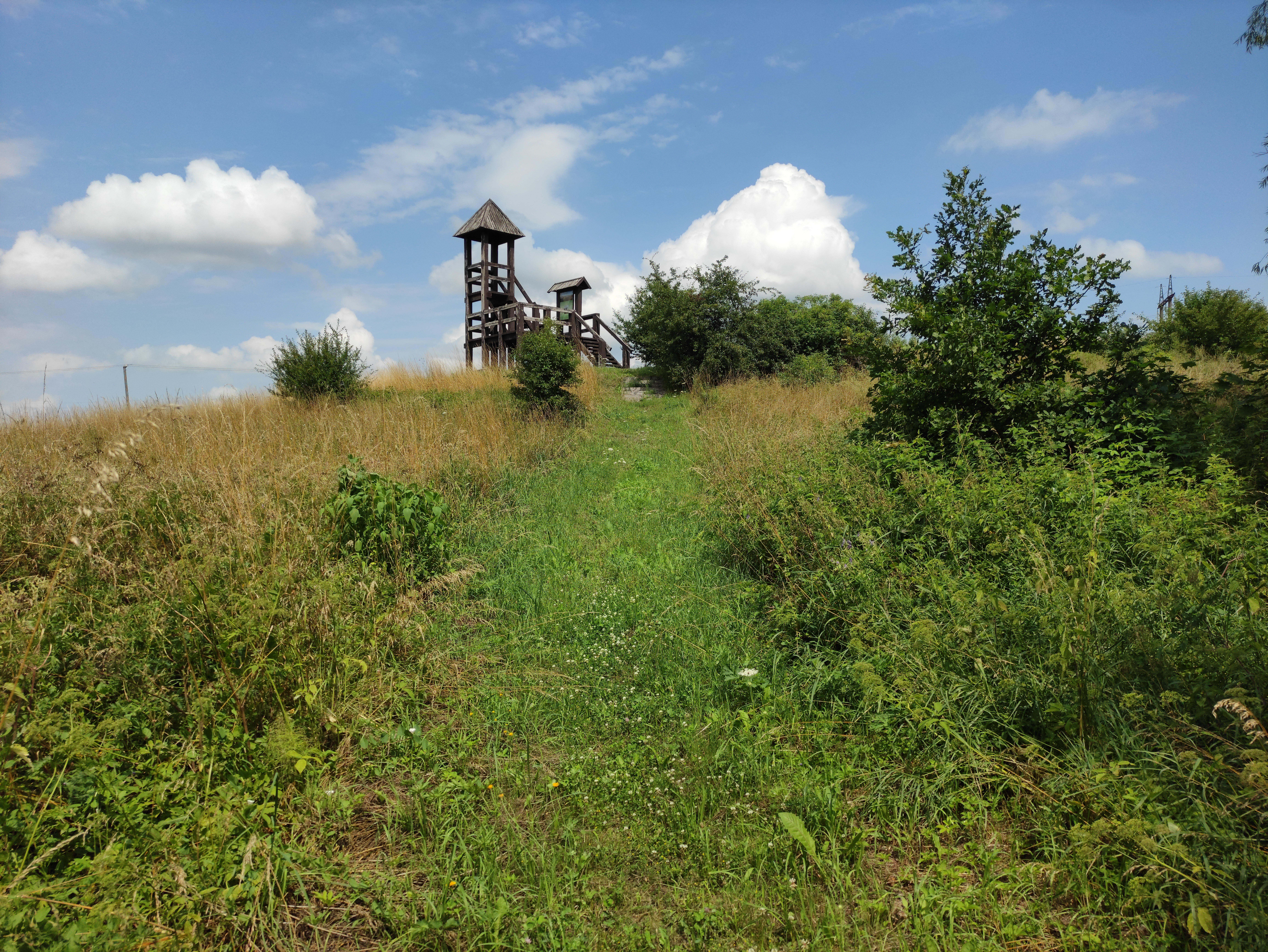
Rozhledna Bardėnų apžvalgos bokštas